# Bàn An
Bàn An (chữ Hán giản thể: 磐安縣, chữ Hán giản thể: 磐安县, âm Hán Việt: Bàn An huyện) là một huyện thuộc địa cấp thị Kim Hoa, tỉnh Chiết Giang, Cộng hòa Nhân dân Trung Hoa. Huyện Bàn An có diện tích 1196 km², dân số 210.000 người. Mã số bưu chính của huyện này là 322300. Huyện lỵ đóng ở số 1, đường Long Sơn, trấn An Văn. Huyện Bàn An được chia ra các đơn vị hành chính trực thuộc gồm 9 trấn và 11 hương. Các đơn vị này lại được chia thành 369 thôn hành chính.
- Nhai đạo biện sự xứ:.
- Trấn: An Văn, Thưởng Hồ, Phương Tiền, Tân Ác, Tiêm Sơn, Ngọc Sơn, Nhân Xuyên, Đại Bàn, Lãnh Thủy.
- Hương; Hồ Trạch, Yểu Xuyên, Song Khê, Thâm Trạch, Song Phong, Bàn Phong, Duy Tân, Cao Nhị, Cửu Hòa, Vạn Thương, Mặc Lâm